# Фред Хойл
Сър Фред Хойл (на английски: Fred Hoyle) е британски астроном, член на Британското кралско научно дружество.

## Биография
Роден е на 24 юни 1915 година в Гилстед, графство Йоркшър, Великобритания. През 1939 завършва Кеймбриджкия университет. Голяма част от професионалната му кариера преминава в Института по астрономия на Кеймбриджкия университет, като за известен период е и негов директор.
По време на Втората световна война помага за разработването на радар, който да се използва на корабите. В същото време разработва теорията за еволюцията на звездите. Той обяснява как когато звездата изчерпи своето гориво, започва да превръща хелия във въглерод и по-тежки елементи, докато накрая стигне до желязо. Накрая на своя живот звездата изхвърля тези елементи в Космоса. Хойл предполага, че когато много голяма звезда избухне в свръхнова, се образуват и елементи, по-тежки от желязото. Следователно всички химични елементи, открити на Земята или някъде другаде във Вселената, са формирани в звездите.
Хойл отхвърля теорията на Големия взрив, въпреки че този термин е въведен от него като шега. През 70-те години на 20 век Хойл открива, че е трудно да работи със своите колеги в Кеймбридж, които са приели идеята за Големия взрив. Примирява се с това и започва да работи в различни университети. В по-късните си години става непоколебим критик на теориите за химическата еволюция, която обяснява произхода на живота. Заедно с Чандра Уикрамасиндж популяризира панспермията – теория, според която живота се разпространява във Вселената чрез органични спори, пренасяни в междузвездното пространство. Хойл смята, че живота съществува навсякъде във Вселената, а бактериите и вирусите, пренасяни от кометите, са донесли живота на Земята преди милиарди години.
В допълнение към работата си като астроном, Хойл е автор на много художествени и научнопопулярни книги. Романът „Черният облак“, първата му научнофантастична книга публикувана през 1959 година, е изграден върху убедително разработената хипотеза за състава и движението на космическия прах, за съществуването на облаци от органична материя.
Умира на 20 август 2001 година в Борнмът, Великобритания, на 86-годишна възраст.

## Произведения

### Научни
- The Nature of the Universe – a series of broadcast lectures (1950) (първа употреба на фразата Големия взрив)
- Frontiers of Astronomy (1955)
- Synthesis of the Elements in Stars (1957)
- Astronomy, A history of man's investigation of the universe (1962)
- Of men and galaxies (1964)
- Galaxies, Nuclei, and Quasars (1965)
- Nicolaus Copernicus (1973)
- Astronomy and Cosmology: A Modern Course (1975)
- Energy or Extinction? The case for nuclear energy (1977)
- Ten Faces of the Universe (1977)
- On Stonehenge (1977)
- Lifecloud – The Origin of Life in the Universe (1978)
- Diseases from Space (1979)
- Commonsense in Nuclear Energy (1980)
- The Big Bang in Astronomy (1981)
- Ice, the Ultimate Human Catastrophe (1981)
- The Intelligent Universe (1983)
- From Grains to Bacteria (1984)
- Evolution from space (the Omni lecture) and other papers on the origin of life (1982)
- Evolution from Space: A Theory of Cosmic Creationism (1984)
- Viruses from Space (1986)
- The Еxtragalactic Universe: an Alternative View (1990)
- The Origin of the Universe and the Origin of Religion (1993)
- Home Is Where the Wind Blows: Chapters from a Cosmologist's Life (1994)
- Mathematics of Evolution (1987)
- A Different Approach to Cosmology (2000)

### Самостоятелни романи
- The Black Cloud (1959)
Черният облак, изд.: „Г. Бакалов“, Варна (1984), прев. Теодора Давидова
- Ossian's Ride (1961)
- Fifth Planet (1963) – с Джефри Хойл
- October the First Is Too Late (1966)
- Element 79 (1967)
- Rockets in Ursa Major (1969) – с Джефри Хойл
- Seven Steps to the Sun (1970) – с Джефри Хойл
- The Molecule Men (1971) – с Джефри Хойл
- The Inferno (1973) (with George Hoyle)
- Into Deepest Space (1974) – с Джефри Хойл
- The Incandescent Ones (1977) – с Джефри Хойл
- The Westminster Disaster (1978) – с Джефри Хойл
- The Energy Pirate (1982) – с Джефри Хойл
- The Frozen Planet of Azuron (1982) – с Джефри Хойл
- The Giants of Universal Park (1982) – с Джефри Хойл
- The Planet of Death (1982) – с Джефри Хойл
- Comet Halley (1985)

### Серия „Андромеда“ (Andromeda) – с Джон Елиът
1. A for Andromeda (1962)
Андромеда: Роман за утрешния ден, изд.: „Хр. Г. Данов“, Пловдив (1988), прев. Юлиана Цветкова
2. Andromeda Breakthrough (1966)